# Monsieur Blake zu Diensten
Monsieur Blake zu Diensten ist eine luxemburgisch-französische Spielfilm-Komödie von Gilles Legardinier aus dem Jahr 2023. Der Film basiert auf Legardiniers 2012 erschienenem Roman Complètement cramé! und ist sein Regiedebüt.

## Handlung
Der erfolgreiche britische Geschäftsmann Andrew Blake ist seit kurzem Witwer und fühlt sich seitdem verloren im Leben. Er verlässt London, um nach Nordfrankreich zu reisen: Ziel ist das Herrenhaus, in dem er einst seine französische Frau Diana kennengelernt hat und glückliche Tage verbrachte. Anders als er dachte, erwartet ihn im Anwesen von Beauvillier kein Bed and Breakfast, in dem er entspannen kann. Vielmehr sucht man dort einen Angestellten, um aufgrund der angespannten finanziellen Lage zukünftig Gästezimmer anzubieten. Da Blake als Gast nicht bleiben darf, muss er sich als Butler beweisen, um im Haus wohnen zu dürfen. Im Zusammenleben mit der exzentrischen Besitzerin Nathalie de Beauvillier, der Köchin Odile, ihrer Katze Mephisto, dem Gärtner Philippe und der jungen Haushälterin Manon findet Andrew Blake wieder neuen Gefallen am Leben und löst nebenbei die Probleme und Sorgen seiner neuen französischen Freunde.

## Produktion und Veröffentlichung
Die Dreharbeiten des Filmes begannen im Februar 2022 und fanden in der Bretagne, im Château du Bois-Cornillé, in Vitré sowie in London und Paris statt. statt.
Der Film hatte seine US-Premiere auf dem Newport Beach Film Festival am 17. Oktober 2023 und kam am 1. November 2023 in Frankreich in die Kinos.
In die deutschen Kinos kam er am 21. Dezember 2023. Er wurde außerdem am 7. Juni 2024 auf dem 15. französischen Filmfestival in Polen unter dem Titel At Your Service, Madam? gezeigt. 2024 brachte MFA Filmdistribution eine DVD in französischer und deutscher Sprache heraus.

## Kritik
In der französischen Presse erntete der Film ein eher gemischtes Echo. Das Filmportal Allociné ermittelt eine Quote von 2,4 von 5 möglichen Sternen. Durchgehend gelobt wird zwar das Spiel von Ardant und Malkovich, insgesamt aber, findet Le Parisien, klinge in diesem Film voller guter Gefühle alles falsch: die unwahrscheinlichen Situationen, die schwerfälligen Wortspiele und Gags.
Der deutsche Filmdienst nennt den Film ebenso „betulich wie sentimental“ und „einfallslos inszeniert“. Er spiele „in einem höchst realitätsfernen Setting und flirte mit zahlreichen Genres“, ohne nachhaltigen Eindruck zu hinterlassen.
Michael Wurmitzer vom Wiener Standard schreibt dem Film eine im ganzen wohlwollende Kritik. Der Film habe alles, „was eine französische kitschige Vorweihnachts-Liebeskomödie so braucht“, er lobt John Malkovich, findet den Film  „très français“ und empfiehlt ihn als „charmant-leichten, sentimental-seichten Wohlfühlfilm für die Weihnachtstage“.